# Lilivika Muimatagi
Lilivika Liumaihetau Muimatagi est une femme politique niuéenne.

## Biographie
Candidate dans la circonscription du très petit village de Toi aux élections législatives niuéennes de 2002, elle obtient les suffrages de huit des dix-huit votants, devancée par Dion Taufitu. Aux élections de 2005, elle obtient exactement le même nombre de voix que le député sortant, et est déclarée élue députée de Toi par tirage au sort. Elle ne se représente pas aux élections de 2008, et n'obtient que trois suffrages sur dix-huit aux élections de 2011. 